# Caseidae
Caseidae е изчезнало семейство синапсиди, съществувало от периода Карбон до периода Перм. Те са били широко разпространени тревопасни животни, главно обитаващи моретата и океаните. Живели са около 30 милиона години – от началото на късния Карбон до средния Перм. Всички касеиди, независимо от размерите си, са имали малки шийни прешлени и дълги вратове. Друга тяхна характеристика са масивните ходилни крайници. Те са достигали от 1 до 5,5 метра дължина. Най-вероятно са имали диафрагма.